# Adriano de Oliveira Santos
Adriano de Oliveira Santos (2 de mayo de 1987) es un futbolista brasileño que se desempeña como delantero.
En 2005, Adriano se unió al Castanho. Después de eso, jugó en el Poções y Shonan Bellmare.

## Trayectoria

### Clubes
| Club            | País   | Año         |
| --------------- | ------ | ----------- |
| Castanho        | Brasil | 2005 - 2007 |
| Poções          | Brasil | 2008 - 2009 |
| Shonan Bellmare | Japón  | 2009        |